# جاي كارل هيدريك
جاي كارل هيدريك (بالإنجليزية: J. Karl Hedrick) هو مهندس أمريكي، ولد في 26 أغسطس 1944، وتوفي في 22 فبراير 2017 في بيركيلي في الولايات المتحدة بسبب سرطان الرئة.